# Джеймс Вон
Джеймс Вон (англ. James Vaughan, нар. 14 липня 1988, Бірмінгем) — англійський футболіст, що грав на позиції нападника. По завершенні ігрової кар'єри — спортивний функціонер.
Виступав, зокрема, за клуб «Евертон», а також молодіжну збірну Англії.

## Клубна кар'єра
Народився 14 липня 1988 року в місті Бірмінгем. Вихованець футбольної школи клубу «Евертон». 10 квітня 2005 року дебютував за основний склад команди в грі чемпіонату проти «Крістал Пелес», ставши наймолодшим футболістом «Евертона», який зіграв у Прем'єр-Лізі. В цій грі Вон забив гол, ставши наймолодшим бомбардиром в історії Прем'єр-ліги у віці 16 років і 271 день, обійшовши Джеймса Мілнера. Крім того Вон обійшов Вейна Руні у статусі наймолодшого бомбардира Евертона в історії чемпіонатів. Загалом у рідній команді провів п'ять сезонів, взявши участь у 38 матчах чемпіонату, але через постійні травми основним гравцем не став.
У 2009 році брав участь у фіналі Кубка Англії, в якому «Евертон» поступився «Челсі», і з того ж року став здаватись в оренду до нижчолігових англійських клубів «Дербі Каунті», «Лестер Сіті» і «Крістал Пелес».

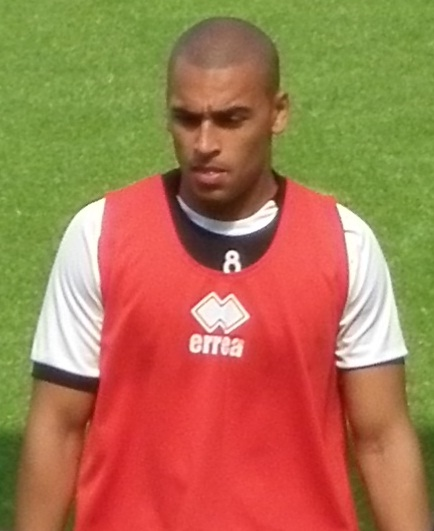
Джеймс Вон під час виступів за «Норвіч Сіті». 2012 рік.

27 травня 2011 року перейшов до клубу «Норвіч Сіті», підписавши з «канарками» контракт терміном на 3 роки. Вон дебютував за клуб у грі проти «Вест-Бромвіч Альбіон» 11 вересня та зіграв через травми лише п'ять ігор у Прем'єр-лізі у першому сезоні. В результаті 24 серпня 2012 року Вон був відданий в оренду до клубу Чемпіоншипу «Гаддерсфілд Таун», де провів наступний сезон, після чого підписав з клубом повноцінний трирічний контракт.
У другій половині сезону 2015/16 Вон грав у Чемпіоншипі за «Бірмінгем Сіті», після чого 24 серпня 2016 року покинув «Бірмінгем» за взаємною згодою сторін і підписав дворічний контракт з «Бері» з Першої ліги. Протягом сезону 2016/17 Вон забив 24 голи, за що був включений до команди року Першої ліги і зробив великий внесок у те, що «Бері» ледве уникнув вильоту в останньому турі сезону.
13 липня 2017 року Вон приєднався до «Сандерленда» за £500 000, возз'єднавшись із колишнім менеджером «Гаддерсфілда» Саймоном Грейсоном. Втім у новій команді стати основним нападником не зумів і 12 січня 2018 року підписав 18-місячний контракт з «Віган Атлетіком», повернувшись до Першої ліги після того, як забив лише двічі в 27 матчах за «Сандерленд». Втім і у цій команді Джеймс не зумів відновити свою результативність, тому 31 січня 2019 року Вон приєднався до іншого клубу Першої ліги «Портсмут» на правах оренди до кінця сезону, допомігши йому виграти Трофей Футбольної ліги.
25 червня 2019 року було оголошено, що Вон приєднається до клубу Другої ліги «Бредфорд Сіті» 1 липня після завершення угоди з «Віганом» і був призначений новим капітаном клубу.
29 січня 2020 року Вон повернувся до Першої ліги, ставши гравцем «Транмер Роверз» на правах оренди до кінця сезону. По її завершенні уклав з клубом повноцінну угоду, після того, як «Бредфорд Сіті» вирішив розірвати контракт Вона. Провівши ще один сезон за клуб, 27 травня 2021 року Вон оголосив про завершення ігрової кар'єри.

## Виступи за збірні
2004 року дебютував у складі юнацької збірної Англії (U-17), загалом на юнацькому рівні взяв участь у 9 іграх, відзначившись 5 забитими голами.
Протягом 2007—2011 років залучався до складу молодіжної збірної Англії, у складі якої ставав бронзовим призером чемпіонат Європи серед молодіжних команд 2007 року.. На молодіжному рівні зіграв у 4 офіційних матчах.
У жовтні 2012 року Вон заявив, що через своє походження хоче грати збірну Ямайку на міжнародному рівні, втім так за неї і не зіграв.

## Досягнення
«Евертон»
- Фіналіст Кубка Англії: 2008/09[26]

«Віган Атлетик»
- Переможець Першої Футбольної ліги: 2017/18[27]

«Портсмут»
- Володар Трофею Футбольної ліги: 2018/19[18]

### Індивідуальні
- Найкращий молодий гравець сезону в «Евертоні»: 2006/07[28]
- Найкращий гравець місяця у Чемпіоншипі: квітень 2013[29], серпень 2013[30]
- Гравець місяця Першої Футбольної ліги: січень 2017[31]
- У символічній збірній Першої Футбольної ліги: 2016/17[13]
- У символічній збірній  Другої Футбольної ліги: 2020/21[32]